# Blaise Diagne
Pour les articles homonymes, voir Diagne.
Blaise Diagne est un homme politique français, né le 13 octobre 1872 à Gorée (Quatre communes) au Sénégal et mort le 11 mai 1934 à Cambo-les-Bains (Pyrénées-Atlantiques) en France. Il est le premier député d'origine africaine élu à la Chambre des députés française, en 1914. En effet, jusqu'à cette date, les précédents députés noirs au parlement de la France étaient originaires des quatre vieilles colonies françaises. Il est également le premier Africain sous-secrétaire d'État aux Colonies. 
Baignant dans une culture politique assimilationniste, il doit sa renommée à sa volonté de faire participer pleinement les Africains à la politique française, aussi bien durant la mise en place des structures coloniales qu'une fois ces dernières installées. Il a également joué un rôle important en faveur des droits des Africains engagés dans les troupes coloniales.

## Biographie
Diagne, ayant pour prénom d'origine Galaye M’Baye, est né d'un père lébou, cuisinier et marin, Niokhor Diagne, et d'une mère manjaque Gnagna Anthony Preira. Il est très tôt adopté par la famille Crespin, une famille métisse de notables de Gorée et de Saint-Louis, qui confie son éducation aux Frères de Ploërmel ; ces derniers lui donnant le prénom de Blaise,. Bien que né avant la conférence de Berlin, en grandissant à Gorée, une des Quatre communes qu'il qualifiera plus tard de « berceau de la France africaine », Blaise Diagne bénéficie de plein droit de la nationalité française. Ce statut de citoyen français lui permettra d'accéder à d'importantes fonctions dans l'administration coloniale, une fois celle-ci mise en place. Il meurt le 11 mai 1934, dans une maison de santé de Cambo-les-Bains, où il soignait une tuberculose contractée sous le climat parisien.

### Formation
Il apprend très tôt à lire, à écrire et bénéficie d’une éducation solide qui s'appuie sur d'incontestables qualités intellectuelles. Il figure ainsi au palmarès de la distribution des prix de l'école laïque de Saint-Louis (Sénégal) en août 1884. La même année débute la conférence de Berlin qui détermine, entre puissances coloniales, les conditions permettant la revendication de territoires colonisés. Les guerres coloniales se poursuivent et avec elles les incursions militaires françaises, Lat Dior est tué le 27 octobre 1886.
Boursier du gouvernement français, le jeune Diagne va poursuivre ses études en France à Aix-en-Provence. Pendant ce temps, la colonisation progresse en Afrique de l'Ouest. Malade, Blaise Diagne revient à Saint‑Louis pour suivre les cours de l'école secondaire Duval où il sera major de sa promotion en 1890.
Il entreprend avec succès le concours de fonctionnaire des douanes en 1891. En 1892, la France entame la colonisation du Dahomey (actuel Bénin) et Blaise Diagne, alors âgé de 19 ans obtient un poste dans l’administration de la colonie. L'Afrique-Occidentale française (AOF) est créée le 16 juin 1895 par l'union des colonies du Sénégal, du Soudan français, de la Guinée et de la Côte d'Ivoire.

### Carrière

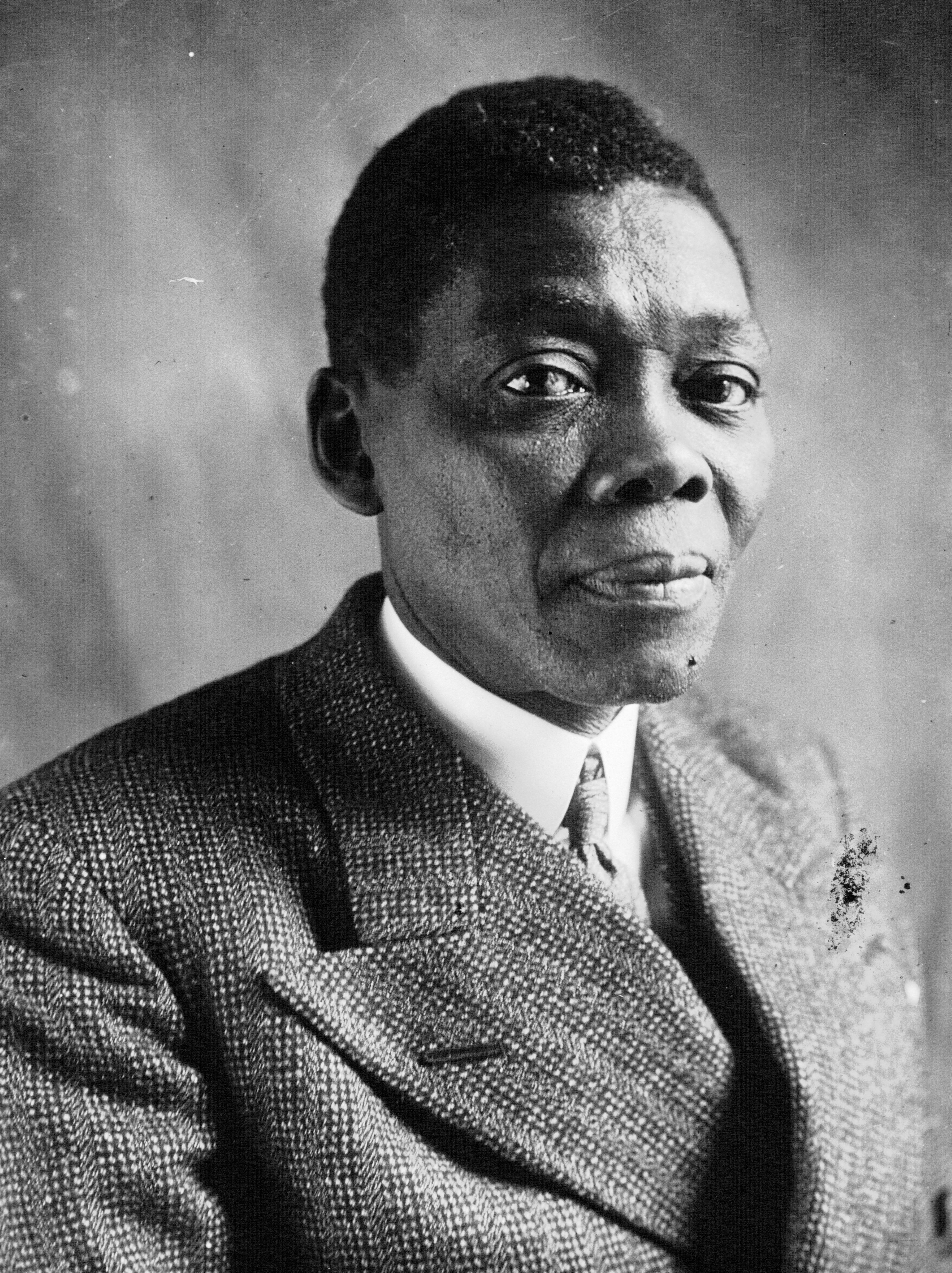
Blaise Diagne, député du Sénégal (1933).

#### Dans l'administration coloniale
Blaise Diagne est entré dans cette administration coloniale en 1892, il est d'abord nommé en :
- 1892 au Dahomey (actuel Bénin) ;
- 1897 au Congo français ;
- 1898 à La Réunion ;
- 1902 à Madagascar, dernier poste où ses opinions avancées déplaisent à Gallieni ;
- 1910, Blaise Diagne est envoyé en Guyane où ses liens avec le gouverneur sont facilités par son appartenance au Grand Orient de France.

#### Au Parlement

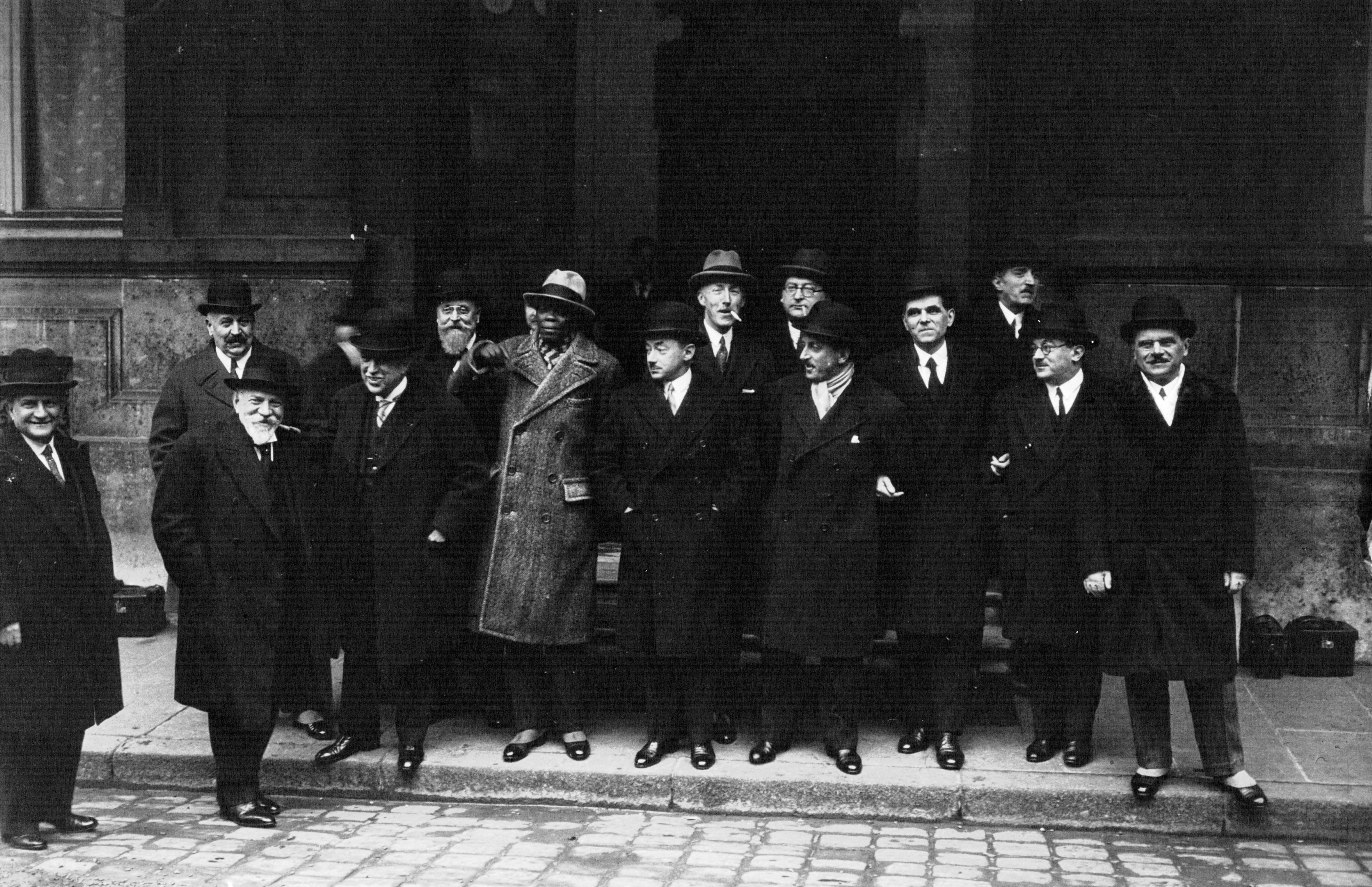
Blaise Diagne et les autres ministres du gouvernement de Pierre Laval en 1932.

Blaise Diagne est élu en 1914 député du Sénégal, bénéficiant du statut des « quatre vieilles » communes (Rufisque, Gorée, Saint-Louis et Dakar). Il n'est pas le premier Africain de l'empire colonial français à siéger au Palais Bourbon (son prédécesseur François Carpot, métis de Saint-Louis, était tout aussi africain). Il est en revanche le premier député Africain noir à la Chambre (à ne pas confondre avec l'Assemblée nationale) mais pas le premier député noir dans cette chambre. Il y rencontre Gratien Candace, député de la Guadeloupe, élu à la Chambre des députés en 1912. Il y est surnommé « la voix de l'Afrique ». Il obtient pour les habitants des quatre communes la citoyenneté en échange de leur conscription en 1916. Membre du groupe Union républicaine-socialiste animé par Maurice Viollette, franc-maçon lui aussi, il est réélu sans interruption jusqu'à sa mort, malgré des campagnes systématiquement hostiles de ses adversaires, qui n'aiment pas voir un Africain à la Chambre, d'autant que celui-ci est aussi le maire de Dakar.
En 1917, lors d'un débat en comité secret, après l'échec de l'offensive Nivelle au chemin des Dames (avril 1917), le député Diagne expose devant les députés comment les troupes noires furent utilisées par l'état-major français (Mangin) comme de la chair à canon.
La même année, il défend la pleine citoyenneté des électeurs du Sénégal, déclarant ainsi : « Si nous pouvons être ici pour légiférer, c'est que nous sommes citoyens français et si nous le sommes nous réclamons le droit de servir au même titre que tous les citoyens français ».
Blaise Diagne adhère à la Section française de l'Internationale ouvrière (SFIO) en décembre 1917, mais il y reste moins d'une année et demi. Il est alors nommé par Clemenceau commissaire général chargé du recrutement indigène en Afrique, en même temps que deux autres socialistes, Compère-Morel, à l'Agriculture, et Fernand Bouisson, à la Marine marchande. L'action de Diagne permit un recrutement plus efficace en 1918 : 50 000 hommes pour l'Afrique-Occidentale française et 15 000 pour l'Afrique-Équatoriale française. Mais Blaise Diagne démissionne du parti et du groupe socialiste début mai 1919, refusant de quitter ses fonctions de commissaire du gouvernement après la répression de la manifestation du 1er mai 1919. Il reste commissaire jusqu'en octobre 1921 (gouvernements Clemenceau, Millerand, Leygues et Briand).
Il revient ensuite au Parti républicain-socialiste, puis passe chez les indépendants de Georges Mandel. Il devient officiellement le premier ministre africain de la République française comme sous-secrétaire d'État aux Colonies de janvier 1931 à février 1932, dans les trois premiers gouvernements de Pierre Laval.

#### Haut Commissaire du gouvernement pour le recrutement destroupes noires

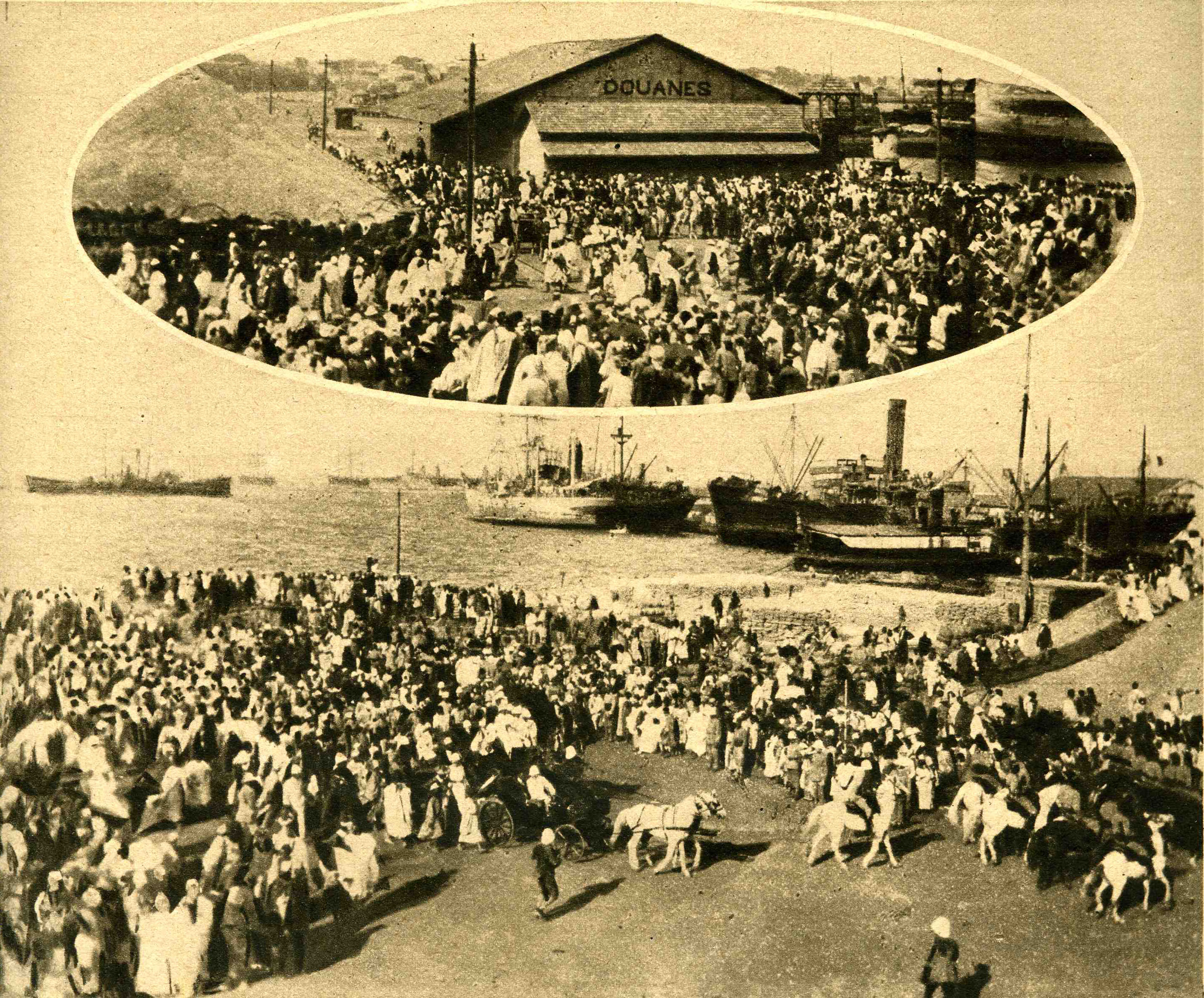
« M. Diagne, député du Sénégal, haut commissaire du gouvernement pour le recrutement des troupes noires, vient d'arriver à Dakar où la population indigène lui a fait un accueil enthousiaste » (mars 1918).

Blaise Diagne devient en janvier 1918 commissaire général chargé du recrutement indigène, qui, sans le titre, lui donne des responsabilités de nature gouvernementale. Il mène avec succès des missions en Afrique-Occidentale française pour organiser le recrutement militaire en cette période de guerre. De février à août 1918 et de Dakar à Bamako, il essaye de convaincre les habitants de l'Afrique-Occidentale française et de l'Afrique-Équatoriale française de venir se battre en France tout en leur promettant des médailles militaires, un certificat de bien manger, un habillement neuf et surtout la citoyenneté française aux combattants après la guerre. Les primes aux recruteurs sont aussi fortement augmentées. Il réussit à mobiliser 63 000 soldats en Afrique-Occidentale française (AOF) et 14 000 en Afrique-Équatoriale française (AEF).
Diagne profita des conditions spéciales du conflit pour arracher au Parlement la loi du 29 septembre 1916 qui reconnaissait définitivement la citoyenneté française aux originaires des « quatre communes », sans les soumettre au Code civil ni leur faire perdre leur statut personnel.

### Franc-maçonnerie
Blaise Diagne est initié en septembre 1899 au sein de la loge maçonnique « L'Amitié » du Grand Orient de France à Saint-Denis. À Paris, il est affilié à la loge « Pythagore » dont il devient vénérable maître. Il est le premier Africain à siéger au conseil de l'ordre de l'obédience de 1922 à 1925.
Il bénéficie de ce parrainage jusqu'à sa mort en 1934, tout en étant largement soutenu par les milieux parlementaires auxquels il renvoie, par effet de miroir, l'image du parfait assimilé. En revanche, les nationalistes sénégalais (surtout les communistes de l'UIC comme Lamine Senghor) le prennent pour cible.[réf. souhaitée]

## Postérité
Le souvenir du premier Africain ministre de la République française reste vivant au Sénégal. Plusieurs lieux publics portent son nom : l'avenue Blaise-Diagne, une des plus grandes de Dakar, le lycée Blaise-Diagne de Dakar. Inauguré en 2017, sous la présidence de Abdoulaye Wade, l'aéroport international du Sénégal, situé à Diass près de Thiès, à une quarantaine de kilomètres de Dakar, porte le nom de Blaise Diagne.
Un buste honore sa mémoire sur l'île de Gorée.

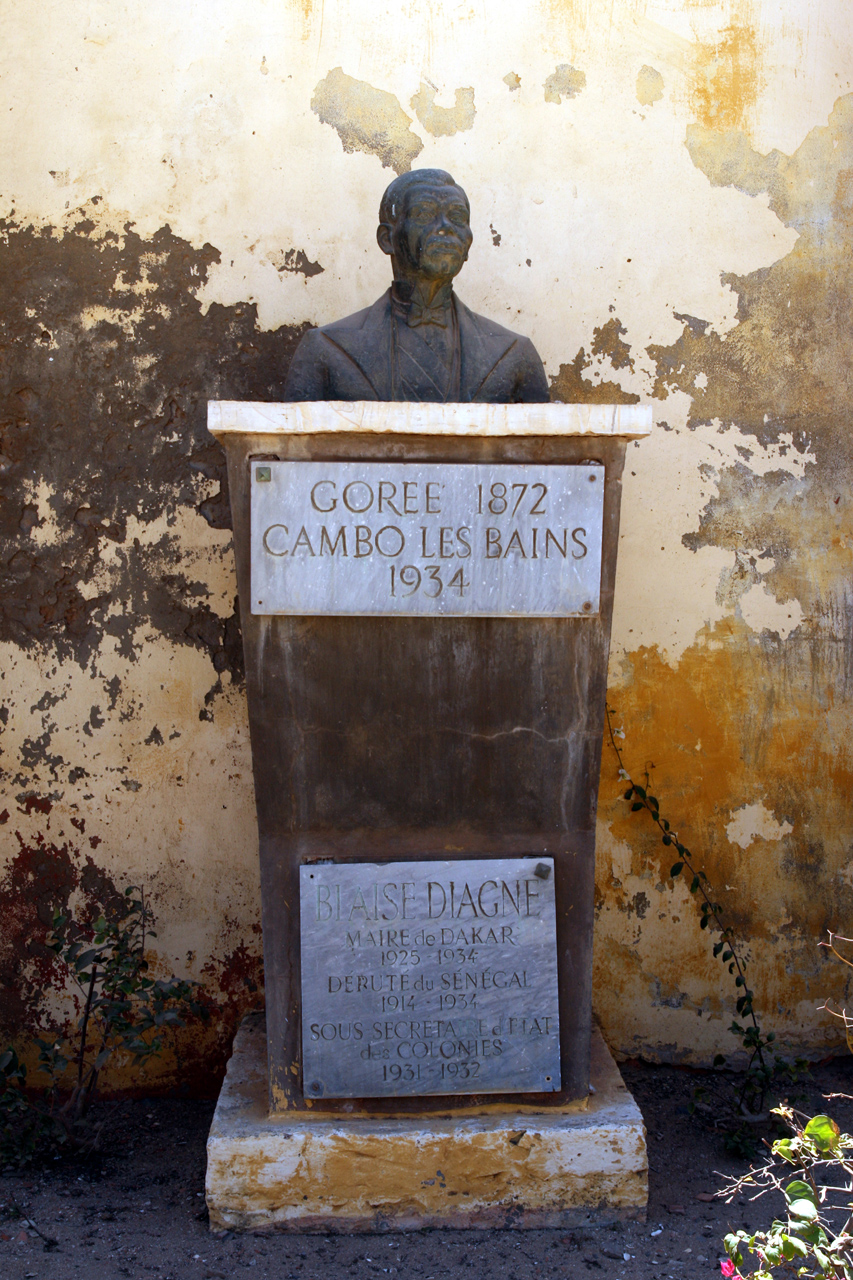
Buste de Blaise Diagne à Gorée.
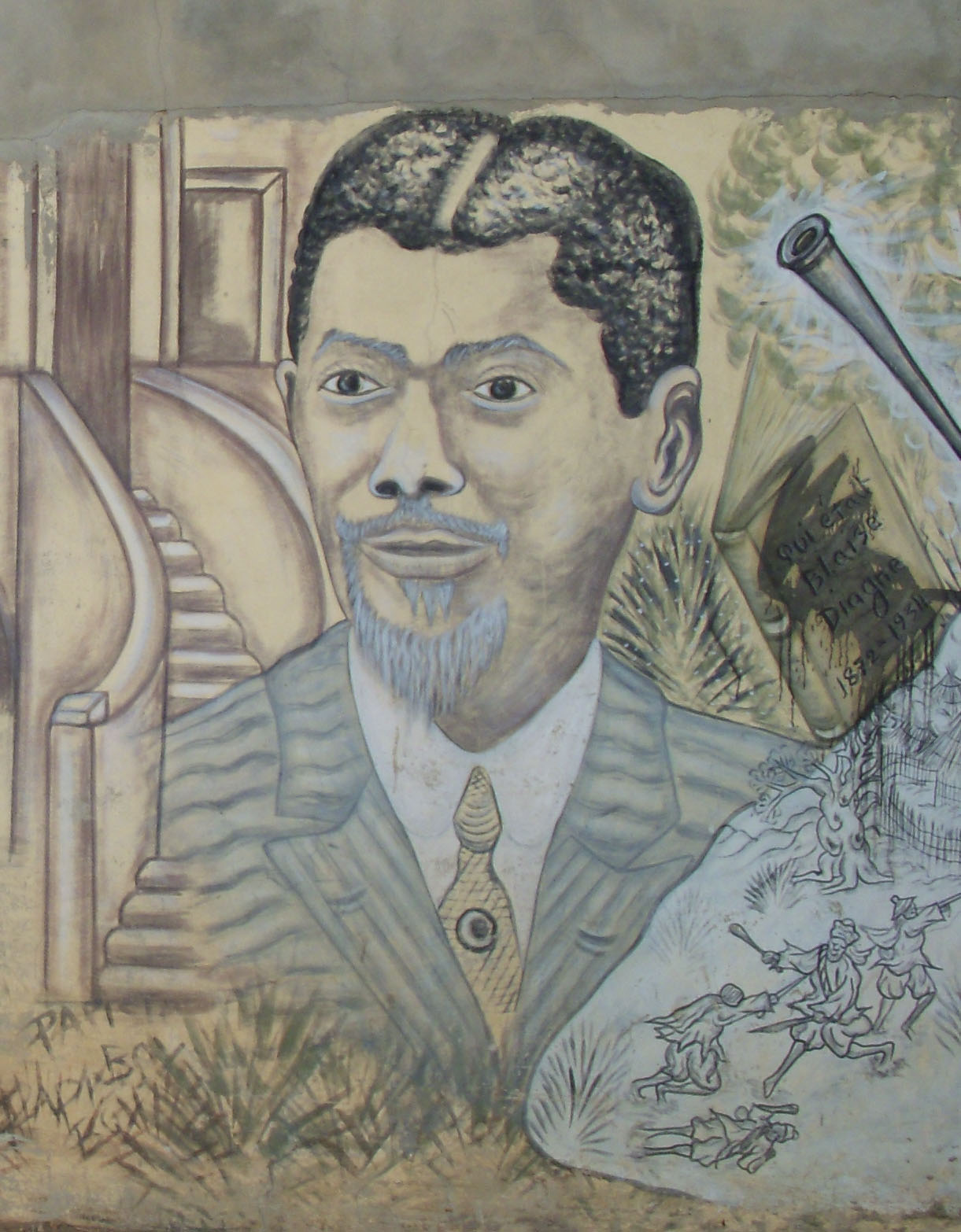
Fresque sur un mur de Dakar.

### Legs
Alors que l'Afrique de l'Ouest et l'Afrique centrale étaient en voie de colonisation, Blaise Diagne défendait la participation des Africains à la politique du pays colonisateur. Il fit preuve de la même implication durant la période coloniale jusqu'à sa mort. Il a mené pendant toute sa carrière une action en faveur des colonisés d'Afrique pour les aider à s'insérer pleinement dans la société française.
Il demandait aussi un traitement équitable des minorités ethniques au sein de l'armée française. À la Chambre, en octobre 1917, Blaise Diagne proteste contre le « massacre » des populations d'origine africaine qui se commettrait lors de la Première Guerre mondiale, accréditant ainsi l'idée d'une utilisation des troupes coloniales comme chair à canon.

### Vie personnelle
Marié en 1909 avec Marie-Odette Villain, rencontrée à Madagascar, il a eu quatre enfants dont :
- Adolphe, médecin militaire (1907-1985)[n 6],[10],[11] ;
- Roland, ingénieur dans les chemins de fer ;
- Raoul (1910-2002), footballeur professionnel, sélectionné en équipe de France (de 1931 à 1940), ensuite entraîneur de l'équipe nationale du Sénégal en 1963.